# Prosapia
Prosapia is een geslacht van halfvleugeligen uit de familie schuimcicaden (Cercopidae). De wetenschappelijke naam van dit geslacht is voor het eerst geldig gepubliceerd in 1949 door Fennah.

## Soorten
Het geslacht Prosapia omvat de volgende soorten:
- Prosapia bicincta (Say, 1830)
- Prosapia latens Fennah, 1953
- Prosapia plagiata (Distant, 1878)
- Prosapia simulans (Walker, 1858)